# 마쿠타촌
마쿠타촌(馬来田村)은 지바현 기미쓰군에 일찍이 존재했던 촌이다. 현재의 기사라즈시 동부에 해당한다.

## 역사
- 1889년 4월 1일 - 정촌제 시행에 의해 모다군 마쿠타촌이 성립하였다.。
- 1897년 4월 1일 - 모다군이 통합에 의해 기미쓰군이 되었다.
- 1955년 3월 31일 - 도미오카촌과 합병해 후쿠타정이 신설되어, 동일 마쿠타촌은 폐지되었다.
- 1971년 9월 30일 - 후쿠타정이 기사라즈시에 편입되었다.

## 교통

### 철도
- 국철 (→ JR동일본)
  - 구루리선

### 도로
- 국도 410호선 (본 정은 폐지 후 1982년 4월 1일부터 구루리 우마키타 바이패스의 개통까지 국도 410호로 지정되어 있다)